# Dezernent
Dezernent (lateinisch decernens „entscheidend“, „bestimmend“; vormals als Hilfsdezernent bezeichnet) ist eine Funktionsbezeichnung im öffentlichen Dienst Deutschlands. 

## Landes- und Bundesebene
Auf Landes- und Bundesebene ist Dezernent die Bezeichnung für einen Beamten (Deutschland) oder Arbeitnehmer des höheren Dienstes, der in einer Mittel- oder Ortsbehörde tätig ist und dort selbständige Entscheidungsbefugnisse hat, ohne Leiter einer selbständigen Funktionseinheit zu sein. Diese werden demgegenüber als Dezernats-, Abteilungs- oder Behördenleiter (bzw. Präsident, Direktor) bezeichnet. Dem Dezernenten entspricht in obersten und oberen Behörden der Referent.
Früher wurden die heutigen Dezernenten als Hilfsdezernenten und die heutigen Dezernatsleiter als Dezernenten bezeichnet, wie auch Referenten Hilfsreferenten und Referatsleiter Referenten genannt wurden. Auf Bundesebene wurde die Begrifflichkeit in Bezug auf Referenten 1981 geändert.

## Kommunen
Auf kommunaler Ebene (Städte und Gemeinden sowie Landkreise) erfüllt der Dezernent ähnliche Aufgaben wie ein Bundesminister auf Bundesebene oder ein Landesminister auf Landesebene. Er leitet einen bestimmten, meist vom Bürgermeister festgelegten Geschäftsbereich (Dezernat) in der Kommunalverwaltung (z. B. Zentrale Dienste, Finanzen, Soziales oder Bauwesen) und verfügt über Entscheidungsbefugnisse. Den Geschäftsbereichen sind meist mehrere Ämter zugeordnet.
Dezernenten sind in der Regel kommunale Wahlbeamte auf Zeit, die durch das jeweilige Kommunalparlament gewählt werden. In Sonderfällen (z. B. in Niedersachsen) kann nur ein vom (Ober-)Bürgermeister vorgeschlagener Kandidat bestätigt oder abgelehnt werden. In den meisten Bundesländern beträgt die Amtszeit der Dezernenten durch Wahl acht Jahre und ist damit in der Mehrzahl der Bundesländer länger als die Wahlperiode der zumeist direkt vom Volk gewählten (Ober-)Bürgermeister als Verwaltungschefs. 
In fast allen Bundesländern gehören die hauptamtlichen Dezernenten in Städten und Gemeinden dem Gemeinde- oder Verwaltungsvorstand an, in hessischen Städten dem Magistrat und in hessischen Landkreisen dem Kreisausschuss.
Die genaue Amtsbezeichnung von Dezernenten unterscheidet sich je nach Bundesland und Funktion. So lautet der Titel zum Teil Beigeordneter (z. B. in Nordrhein-Westfalen oder Hessen), zum Teil Stadtrat oder berufsmäßiger Stadtrat (als Unterschied zu Mitgliedern im Kommunalparlament, so z. B. in Bayern oder Niedersachsen). In manchen Fällen werden auch beide Bezeichnungen gleichzeitig geführt (z. B. in Großstädten Nordrhein-Westfalens und Hessens). 
Nach baden-württembergischer Kommunalverfassung oder hessischer Magistratsverfassung führen die Dezernenten einer Stadt die Amtsbezeichnung „Bürgermeister“ in Unterscheidung zum Oberbürgermeister. Der den Oberbürgermeister vertretende Dezernent führt in Baden-Württemberg die Amtsbezeichnung „Erster Bürgermeister“, in Niedersachsen auch „Erster Stadtrat“. In Lübeck und einigen Hansestädten Mecklenburg-Vorpommerns wie etwa Rostock führen die Dezernenten die Amtsbezeichnung „Senator“. In Bayern werden Dezernenten auch als Referenten bezeichnet. Je nach zugeteiltem Sachgebiet führen Dezernenten zum Teil auch Sonderbezeichnungen wie etwa Stadtkämmerer, Baustadtrat oder Stadtbaurat, Finanzreferent oder Sozialsenator.
Die genaue Zuständigkeit und Anzahl von Dezernenten einer Kommune variiert je nach Bundesland aufgrund unterschiedlicher Kommunalverfassungsmodelle. Ferner haben die Gemeinden im Rahmen der Organisations- und Personalhoheit der kommunalen Selbstverwaltung die Möglichkeit, mehr oder weniger Dezernate zu schaffen. Hierüber entscheiden meist die Kommunalparlamente in Absprache mit dem (Ober-)Bürgermeister durch Änderung der Hauptsatzung. Dies kann dazu führen, dass Städte in einem Bundesland trotz vergleichbarer Bevölkerungsgröße eine unterschiedliche Anzahl und Struktur von Dezernaten und entsprechenden Dezernenten aufweisen, die örtlichen Besonderheiten oder politischen Mehrheitskonstellationen Rechnung tragen.
Auf Ebene der Kreise oder Landkreise ist die Tätigkeit und Wahl von Dezernenten in der Regel mit denen in den Gemeinden vergleichbar. Auch sie sind zumeist kommunale Wahlbeamte auf Zeit und als hauptamtliche leitende Bedienstete der Kreisverwaltung tätig.